# Mareena Karim
Mareena Karim (1989 of 1990) is een Afghaans atlete, die zich heeft toegelegd op de sprint. 
Karin deed mee aan de 100 m T46 op de Paralympische Zomerspelen 2004. Ze zette een tijd van 18,85 s neer, wat niet genoeg was om door te gaan naar de volgende ronde.